# Przybyłów (obwód iwanofrankiwski)
Przybyłów (ukr. Прибилів) – wieś na Ukrainie, w obwodzie iwanofrankiwskim, w rejonie tłumackim; do 1945 w Polsce, w województwie stanisławowskim, w powiecie tłumackim.
Prywatna wieś szlachecka prawa wołoskiego w 1475 roku, położona była w ziemi halickiej województwa ruskiego.
Dziedziczką wsi była Katarzyna Kuropatwa (zm. 1482), córka Mikołaja. 
W 1944 nacjonaliści ukraińscy z OUN-UPA zamordowali tutaj 29 Polaków.

## Dwór
- parterowy dwór wybudowany w stylu klasycystycznym na początku XIX w. istniał do 1939 r.[5]